# Richard Freitag
Richard Freitag (Erlabrunn, 1991. augusztus 14. –) német síugró. A 2015-ös svédországi Falunban megrendezett északisí-világbajnokságon vegyes csapatban aranyérmet szerzett. Jelenleg a német SG Nickelhuette Aue versenyzője.

## Pályafutása
Freitag 2009-ben debütált a síugró világkupában a négysáncverseny oberstdorfi állomásán, majd egy évvel később 2010 januárjában már megszerezte első világkupa pontjai Innsbruckban. A 2010-es Planicán megrendezett sírepülő-világbajnokságon a 28. helyen sikerült végeznie. Az ebben az évben megrendezett négysáncversenyen Oberstdorfban a 13. helyen végzett, miközben a német bajnokságban 2011-ben már kétszer is dobogós lett.
A 2011-12-es világkupa szezonban Lillehammerben sikerült megszereznie karrierje első világkupa dobogóját, majd egy héttel később a harrachovi versenyen első győzelmét is megszerezte Thomas Morgenstern és Severin Freund előtt, azon a sáncon, ahol édesapja 1983. január 8-án egyetlen világkupa győzelmét szerezte. 
A 2012-es sírepülő vb-n első németként sikerült 230 méter felé ugrania, mellyel a második helyen végeztek a csapatverseny során csapattársaival. 
2012 novemberében a német csapattal is sikerült megszereznie első győzelmét a világkupában, majd 2013 februárjában újabb győzelmet szerzett egyéniben Oberstdorfban, immár sírepülésben. A 2013-as északisí-világbajnokságon Val di Fiemmében a német csapat tagjaként ezüstérmet, a vegyes csapat tagjaként bronzérmet nyert, valamint normálsáncon egyéniben a hatodik helyen zárt. A szezon további részében 2013. március 10-én Lahtiban megszerezte karrierje harmadik egyéni világkupa győzelmét nagysáncon.
A 2013-14-es síugró világkupa szezonban csak három dobogós helyet sikerült szereznie, így ez az év kevésbé volt sikeres számára a világkupában. A 2014-es téli olimpiai játékokon a német csapatnak sikerült megszereznie az olimpiai bajnoki címet, de Freitag nem szerepelt a csapat tagjai között. Egyéniben viszont normálsáncon a 20., nagysáncon a 21. helyen zárt. A következő világkupa szezonban 2014 decemberében újabb győzelmet szerzett, majd a következő év januárjában az Innbruckban megrendezett versenyen is az első lett. Ezzel a győzelemmel 2002 óta Freitag lett az első német, aki a négysáncverseny egyik állomásán németként diadalmaskodni tudott, valamint a négy állomásból álló verseny összesítésében is a hatodik helyen végzett. 
2015 februárjában az északisí-világbajnokságon Freitagnak sikerült megszereznie az első világbajnoki címét a német vegyes csapat tagjaként. A 2016-ban Tauplitz/Bad Mitterndorfban megrendezett sírepülő-világbajnokságon csapatban ezüstérmet nyert, miközben egyéniben a nyolcadik helyen lett. A 2017-es északisí vb-n a normálsáncon 9., nagysáncon a 19., csapatban pedig a negyedik helyen zárt csapatával. 
A 2017-18-as világkupában két győzelmet is szerzett Nyizsnyij Tagilban és Titisee-Neustadtban, majd életében először a világkupa összetettjét is vezette. A következő Engelbergben elért sikerével a négysáncverseny kezdete előtt is az összetett első helyén állt, majd Oberstdorfban és Garmisch-Partenkirchenben is a második lett, mindkétszer Kamil Stoch mögött. Freitag így a négysáncverseny összetettjében a második helyen állt féltávnál, de a harmadik állomás első ugrásában elesett, majd sérülése miatt nem vett már részt a sorozat további állomásain.
A sérülése utáni következő versenye a 2018-as sírepülő vb volt, akol egyéniben bronzérmet sikerült nyernie. A 2018-as téli olimpián egyéniben mindkét sáncon a kilencedik helyen zárt, valamint a csapatversenyben sikerült ezüstérmet nyernie a németekkel a norvégok mögött. Freitag ezt a szezont végül a második helyen zárta a világkupában a lengyel Kamil Stoch mögött.
A 2019-es északisí-világbajnokságon nagysáncon a kilencedik lett, majd a német csapat tagjaként vb-címet nyert a csapatversenyben.

### Olimpia
| Event             | Normálsánc | Nagysánc | Csapat |
| ----------------- | ---------- | -------- | ------ |
| 2014 Szocsi       | 20.        | 21.      | -      |
| 2018 Phjongcshang | 9.         | 9.       | 2      |

### Győzelmek
| No. | Szezon  | Dátum              | Helyszín         | Sánc                                      | Sáncméret |
| --- | ------- | ------------------ | ---------------- | ----------------------------------------- | --------- |
| 1   | 2011/12 | 2011. december 11. | Harrachov        | Čerťák HS142                              | LH        |
| 2   | 2012/13 | 2013. február 16.  | Oberstdorf       | Heini-Klopfer-Skiflugschanze HS213 (esti) | FH        |
| 3   | 2012/13 | 2013. március 10.  | Lahti            | Salpausselkä HS130                        | LH        |
| 4   | 2014/15 | 2014. december 20. | Engelberg        | Gross-Titlis-Schanze HS137                | LH        |
| 5   | 2014/15 | 2015. január 4.    | Innsbruck        | Bergiselschanze HS130                     | LH        |
| 6   | 2017/18 | 2017. december 2.  | Nyizsnyij Tagil  | Tramplin Stork HS134 (esti)               | LH        |
| 7   | 2017/18 | 2017. december 10. | Titisee-Neustadt | Hochfirstschanze HS142 (esti)             | LH        |
| 8   | 2017/18 | 2017. december 17. | Engelberg        | Gross-Titlis-Schanze HS140                | LH        |